# Guevaot
Guevaot (en hebreo: גבעות) es un asentamiento israelí ubicado en Cisjordania (Palestina). El asentamiento se encuentra a unos 16 kilómetros al suroeste de Jerusalén, en el bloque de asentamientos de Gush Etzion, y en 2014 era el hogar de 14 familias. Todos los asentamientos israelíes son ilegales según el derecho internacional y suponen un crimen de guerra, pues resultan de una violación del Cuarto Convenio de Ginebra que prohíbe el traslado de población civil de la potencia ocupante al territorio ocupado.
Aunque, oficialmente, Guevaot es un distrito del asentamiento de Alon Shvut, que se encuentra a pocos kilómetros al sureste, Guevaot es un asentamiento independiente. Guevaot fue fundada en 1984 como un puesto de avanzada de la brigada militar Nahal. Según la ONG palestina Instituto de Investigación Aplicada de Jerusalén (ARIJ), los colonos israelíes confiscaron 135 dunams (13,5 hectáreas) de tierra que pertenecían a la aldea palestina cercana de Nahalin. En los años noventa del siglo XX, el puesto militar se convirtió en una yeshivá. En 1998, Guevaot fue declarado un distrito del asentamiento de Alon Shvut. En 2014, el gobierno de Israel declaró que 4.000 dunams (400 hectáreas) de tierra, anteriormente propiedad privada de varios ciudadanos de las aldeas palestinas circundantes, eran tierras estatales, por lo que pasaban a ser administradas por Israel. En esta tierra se encuentra Guevaot.